# Francia en los Juegos Paralímpicos de Barcelona 1992
Francia estuvo representada en los Juegos Paralímpicos de Barcelona 1992 por un total de 145 deportistas, 106 hombres y 39 mujeres.

## Medallistas
El equipo paralímpico francés obtuvo las siguientes medallas:
| Nombre | Deporte                       | Evento                             |
| --- | ----------------------------- | ---------------------------------- |
| Oro |                               |                                    |
| Madeleine Deouwi | Atletismo                     | Peso THS2 femenino                 |
| Claude Issorat | Atletismo                     | 100 m TW4 masculino                |
| Claude Issorat | Atletismo                     | 200 m TW4 masculino                |
| Christophe Carayon | Atletismo                     | 800 m B3 masculino                 |
| Christophe Carayon | Atletismo                     | 1500 m B3 masculino                |
| Patrice Gergès | Atletismo                     | 400 m TS4 masculino                |
| Francisco Trujillo | Ciclismo en ruta              | Ruta LC1 masculino                 |
| Patricia Picot | Esgrima en silla de ruedas    | Florete individual 3-4 femenino    |
| Arthur Bellance | Esgrima en silla de ruedas    | Florete individual 3-4 masculino   |
| Arthur Bellance | Esgrima en silla de ruedas    | Espada individual 3-4 masculino    |
| Jean Rosier | Esgrima en silla de ruedas    | Espada individual 2 masculino      |
| Pascal Durand | Esgrima en silla de ruedas    | Sable individual 2 masculino       |
| Arthur Bellance Pascal Durand André Hennaert Yvon Pacault | Esgrima en silla de ruedas    | Florete por equipos masculino      |
| Arthur Bellance Robert Citerne Christian Lachaud Jean Rosier | Esgrima en silla de ruedas    | Espada por equipos masculino       |
| Pascal Durand André Hennaert Christian Lachaud Yvon Pacault | Esgrima en silla de ruedas    | Sable por equipos masculino        |
| Geneviève Pairoux | Natación                      | 100 m braza SB3 femenino           |
| Pierre Bellot | Natación                      | 50 m espalda S4 masculino          |
| Pierre Bellot | Natación                      | 50 m mariposa S3-4 masculino       |
| Pierre Bellot | Natación                      | 50 m libre S4 masculino            |
| Pierre Bellot | Natación                      | 100 m libre S4 masculino           |
| Pascal Pinard | Natación                      | 50 m mariposa S5 masculino         |
| Pascal Pinard | Natación                      | 100 m braza SB4 masculino          |
| Pascal Pinard | Natación                      | 100 m libre S5 masculino           |
| Pascal Pinard | Natación                      | 200 m estilos SM5 masculino        |
| Jean-Louis Flamengo | Natación                      | 50 m libre S3 masculino            |
| Jean-Louis Flamengo | Natación                      | 100 m libre S3 masculino           |
| Jean-Louis Flamengo | Natación                      | 150 m estilos SM3 masculino        |
| David Foppolo | Natación                      | 50 m mariposa S6 masculino         |
| David Foppolo | Natación                      | 100 m espalda S6 masculino         |
| Eric Lindmann | Natación                      | 200 m estilos SM6 masculino        |
| Eric Lindmann | Natación                      | 400 m libre S7 masculino           |
| Pascal Pinard Thierry Legloanic David Foppolo Eric Lindmann | Natación                      | 4 × 50 m estilos S1-6 masculino    |
| Michel Peeters | Tenis de mesa                 | Individual 3 masculino             |
| Guy Tisserant | Tenis de mesa                 | Clase abierta 1-5 masculino        |
| Pierre Guivarch | Tiro                          | Pistola de aire SH2 masculino      |
| Joël Gichtenaere | Yudo                          | –78 kg masculino                   |
| Plata |                               |                                    |
| Madeleine Deouwi | Atletismo                     | Disco THS2 femenino                |
| Madeleine Deouwi | Atletismo                     | Jabalina THS2 femenino             |
| Florence Gossiaux | Atletismo                     | 100 m TW2 femenino                 |
| Claude Issorat | Atletismo                     | 400 m TW4 masculino                |
| Patrice Gergès | Atletismo                     | 800 m TS4 masculino                |
| Claude Issorat | Atletismo                     | Maratón TW3-4 masculino            |
| Antoine Delaune | Atletismo                     | Peso C3-4 masculino                |
| Véronique Soetemondt | Esgrima en silla de ruedas    | Florete individual 2 femenino      |
| Josette Bourgain | Esgrima en silla de ruedas    | Florete individual 3-4 femenino    |
| Josette Bourgain | Esgrima en silla de ruedas    | Espada individual 3-4 femenino     |
| Josette Bourgain Patricia Picot Véronique Soetemondt | Esgrima en silla de ruedas    | Espada por equipos femenino        |
| Yvon Pacault | Esgrima en silla de ruedas    | Sable individual 3-4 masculino     |
| Christian Lachaud | Esgrima en silla de ruedas    | Florete individual 3-4 masculino   |
| Dominique Hainault | Halterofilia                  | –60 kg masculino                   |
| Jean Grandsire | Halterofilia                  | –75 kg masculino                   |
| Edmond Haddad | Halterofilia                  | +90 kg masculino                   |
| Jean-Luc Darrondeau | Levantamiento de potencia     | –100 kg masculino                  |
| Sandrine Serres | Natación                      | 50 m libre S2 femenino             |
| Sandrine Serres | Natación                      | 100 m libre S2 femenino            |
| Geneviève Pairoux | Natación                      | 50 m libre S5 femenino             |
| Geneviève Pairoux | Natación                      | 50 m mariposa S5 femenino          |
| Hadda Guerchouche | Natación                      | 200 m Medley SM6-7 femenino        |
| Corinne D'Urzo Aicha Chouachi Anne-Cécile Lequien Geneviève Pairoux | Natación                      | 4 × 50 m estilos S1-6 femenino     |
| Frédéric Delpy | Natación                      | 100 m libre S7 masculino           |
| Frédéric Delpy | Natación                      | 400 m libre S7 masculino           |
| Jean-Louis Flamengo | Natación                      | 50 m espalda S3 masculino          |
| Thierry Grand | Natación                      | 50 m espalda S4 masculino          |
| Eric Lindmann | Natación                      | 100 m espalda S7 masculino         |
| Thierry Legloanic | Natación                      | 50 m mariposa S5 masculino         |
| Pascal Pinard Thierry Legloanic David Foppolo Eric Lindmann | Natación                      | 4 × 50 m libre S1-6 masculino      |
| Bruno Benedetti | Tenis de mesa                 | Individual 4 masculino             |
| Guy Tisserant | Tenis de mesa                 | Individual 5 masculino             |
| Gilles de La Bourdonnaye | Tenis de mesa                 | Individual 10 masculino            |
| Claude Chedeau Gilles de La Bourdonnaye Philippe Roiné | Tenis de mesa                 | Equipo 10 masculino                |
| Bernadette Darvand Claire Odeide Michèle Sevin Martine Thierry | Tenis de mesa                 | Equipo 10 femenino                 |
| Thierry Caillier Laurent Giammartini | Tenis en silla de ruedas      | Dobles masculino                   |
| Bronce |                               |                                    |
| Florence Gossiaux | Atletismo                     | 800 m TW2 femenino                 |
| Christophe Carayon | Atletismo                     | 400 m B3 masculino                 |
| Michel Pavon | Atletismo                     | 5000 m B2 masculino                |
| Paul Collet | Atletismo                     | Maratón B2 masculino               |
| Patrice Gergès | Atletismo                     | Salto de longitud J4 masculino     |
| Jean-Denis Aboukir Philippe Baye Eric Benault Lionel Chavanne Bruno Gaudefroy Jean-Luc Genete Michel Gradelle Jean-Luc Granzotto Jean-Marie Lubeth Philippe Nuttin Jean-Yves Regnault Jean Reignier | Baloncesto en silla de ruedas | Torneo masculino                   |
| Pascal Montastier | Ciclismo en ruta              | Ruta LC2 masculino                 |
| André Hennaert | Esgrima en silla de ruedas    | Florete individual 2 masculino     |
| Robert Citerne | Esgrima en silla de ruedas    | Florete individual 3-4 masculino   |
| Christian Lachaud | Esgrima en silla de ruedas    | Espada individual 3-4 masculino    |
| André Hennaert | Esgrima en silla de ruedas    | Sable individual 2 masculino       |
| Sandrine Serres | Natación                      | 50 m espalda S2 femenino           |
| Anne-Cécile Lequien | Natación                      | 50 m espalda S5 femenino           |
| Geneviève Pairoux | Natación                      | 100 m libre S5 femenino            |
| Aicha Chouachi | Natación                      | 400 m libre S7 femenino            |
| Corinne D'Urzo | Natación                      | 100 m espalda S6 femenino          |
| Marie-Thérèse Crespo | Natación                      | 100 m espalda S7 femenino          |
| Corinne D'Urzo Aicha Chouachi Anne-Cécile Lequien Geneviève Pairoux | Natación                      | 4 × 50 m libre S1-6 femenino       |
| Eric Lindmann | Natación                      | 100 m braza SB5 masculino          |
| Eric Lindmann | Natación                      | 100 m libre S7 masculino           |
| Pascal Pinard | Natación                      | 50 m espalda S5 masculino          |
| Frédéric Delpy | Natación                      | 100 m espalda S7 masculino         |
| Pascal Pinard | Natación                      | 50 m libre S5 masculino            |
| Thierry Garofalo | Tenis de mesa                 | Individual 9 masculino             |
| Daniel Hatton Michel Peeters | Tenis de mesa                 | Equipo 3 masculino                 |
| Daniel Hatton | Tenis de mesa                 | Clase abierta 1-5 masculino        |
| Gilles de La Bourdonnaye | Tenis de mesa                 | Clase abierta 6-10 masculino       |
| Thierry Garofalo Alain Pichon | Tenis de mesa                 | Equipo 9 masculino                 |
| Laurent Giammartini | Tenis en silla de ruedas      | Individual masculino               |
| Oristelle Marx Arlette Racineux | Tenis en silla de ruedas      | Dobles femenino                    |
| Philippe Michoux | Tiro                          | Pistola de aire SH2 masculino      |
| Serge Pittard | Tiro                          | Rifle de aire de pie SH2 masculino |
| Jean-Michel Favre Jean-François Garcia René Le Bras | Tiro con arco                 | Equipo clase abierta masculino     |
| Daniel Fourcade | Yudo                          | –86 kg masculino                   |